# Jean Dauberval
Jean Dauberval, también conocido como Jean D'Auberval, (nacido como Jean Bercher en Montpellier, 19 de agosto de 1742-Tours, 14 de febrero de 1806) fue un bailarín y maestro de ballet francés. Creador del ballet La fille mal gardée, una de las obras más perdurables y populares del repertorio de ballet.
Dauberval se formó en la escuela de la Ópera de París donde estudió con Jean-Georges Noverre. Fue nombrado primer bailarín del ballet de la Académie Royale de Musique en 1763 y, en 1771, fue nombrado maestro de ballet. Desde 1781 hasta 1783, fue contratado como maestro de ballet de la Académie y en la temporada 1783-1784 en el King's Theatre de Londres.
En 1783, se trasladó a Burdeos, donde aceptó el puesto de maestro de ballet en el Gran Teatro de Burdeos, cargo que ocupó hasta 1791. En 1789, Dauberval creó su ballet más perdurable, La fille mal gardée, en el que su esposa, la bailarina Marie-Madeleine Crespé, conocida en la historia como Madame Théodore, creó el papel de Lison. (El papel se conoce como "Lise" hoy). Charles Didelot a veces referido como el «padre del ballet ruso», y Salvatore Vigano, quien en Italia introdujo la danza-drama, fueron alumnos de Dauberval.
Durante su tiempo, fue más admirado por su habilidad para integrar la acción dramática en la danza.

## Obras destacadas
- Los pasatiempos de Terpsicore (1783, King's Theatre, Londres)
- La amistad conduce al amor (1783, King's Theatre, Londres)
- Los esclavos de la conquista de Baco (1784, King's Theatre, Londres)
- Le Réveil du bonheur (1784, King's Theatre, Londres)
- Orfeo (1784, King's Theatre, Londres)
- Las cuatro edades del hombre (1784, King's Theatre, Londres)
- Pigmalión (1784, King's Theatre, Londres)
- Le Déserteur, ou La Clémence Royale (1784, King's Theatre, Londres)
- Le Page inconstant (1787, basado en La Folle Journée, ou Le Mariage de Figaro de Beaumarchais, Grand-Théâtre, Burdeos)
- Psyché et l'Amour (1788, Grand-Théâtre, Burdeos)
- La fille mal gardée (1789, Grand-Théâtre, Burdeos)
- Amphion et Thalie, ou L'Élève des Muses (1791, Pantheon Theatre, Londres)
- Telémaco en la isla de Calipso (1791, Pantheon Theatre, Londres)
- Le Triomphe de la Folie (1791, Pantheon Theatre, Londres)
- Le Siège de Cythère (1791, Pantheon Theatre, Londres)
- La Fontaine d'amour (1791, Pantheon Theatre, Londres)
- L'Amant déguisé (1791, Pantheon Theatre, Londres)
- La Fête villageoise (1791, Pantheon Theatre, Londres)